# Labrundinia
Labrundinia is een muggengeslacht uit de familie van de Dansmuggen (Chironomidae).

## Soorten
- L. becki Roback, 1971
- L. johannseni Beck and Beck, 1966
- L. longipalpis (Goetghebuer, 1921)
- L. maculata Roback, 1971
- L. neopilosella Beck and Beck, 1966
- L. pilosellus (Loew, 1866)
- L. virescens Beck and Beck, 1966